# Міядзава Хіната
Міядзава Хіната (яп. 宮澤 ひなた; нар. 28 листопада 1999) — японська футболістка. Гравчиня збірної Японії.

## Клубна кар'єра
У 2018 році дебютувала в складі клубу ««Токіо Верді»». З 2021 року захищає кольори команди «Мінаві Сендай».

## Кар'єра в збірній
Дебютувала у збірній Японії 11 листопада 2018 року в поєдинку проти Норвегії. 
На Чемпіонаті Світу-2023, забила за збірну 5 м'ячів в ворота суперників і стала найкращою бомбардиркою турніру.

## Статистика виступів
| Збірна Японії | Збірна Японії | Збірна Японії |
| Рік           | Матчі         | Голи          |
| ------------- | ------------- | ------------- |
| 2018          | 1             | 0             |
| 2019          | 1             | 0             |
| 2021          | 2             | 0             |
| 2022          | 13            | 4             |
| 2023          | 9             | 4             |
| Загалом       | 26            | 8             |